# Vin de groseilles

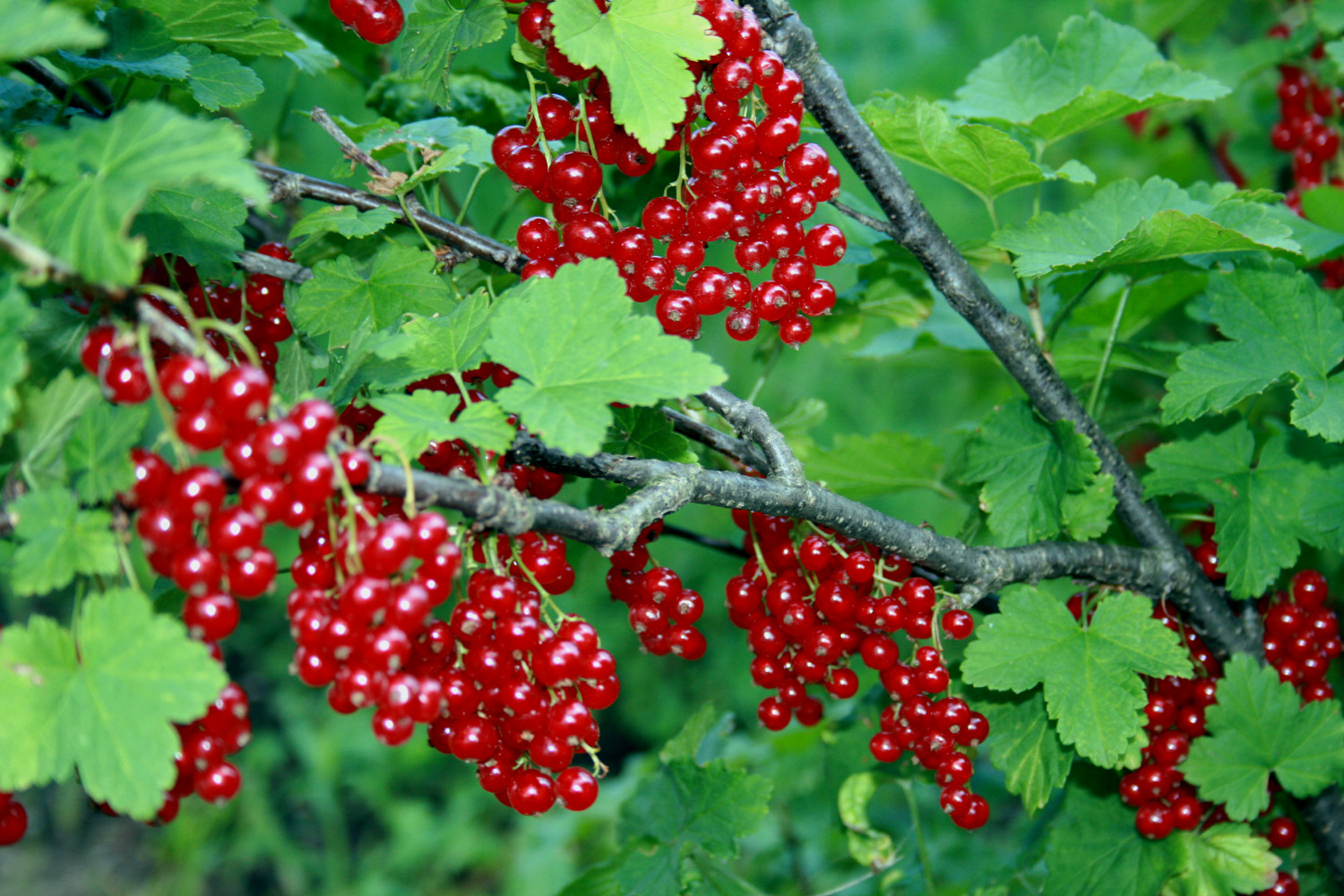
Groseilles rouges.

Le vin de groseilles est élaboré sur le principe de fermentation contrôlée de groseilles.

## Particularités
Le jus de groseille est assez acide mais relativement pauvre en sucre. Selon Édouard Robinet, auteur d'un ouvrage consacré à la fabrication de vins mousseux, le vin est très facile à fabriquer. Bien que de médiocre qualité, il reste agréable au goût.

## Évocation historique
Le « suc de groseille », mais aussi le « vin de groseilles » est évoqué dans un ouvrage de J-F Mérat et A-J de Lens, publié en 1837 et intitulé Dictionnaire universel de matière médicale et de thérapeutique générale et dans lequel il est indiqué :
« On prépare un vin de groseilles en faisant fermenter leurs sucs pendant quelques jours, il est pétillant comme du vin de Champagne [...]; à la distillation il donne 11,84 d'alcool sur 100. Nous en avons fait mais il nous est apparu peu agréable. On obtient de l'alcool par distillation du suc de groseilles, passé à la fermentation vineuse; s'il devient acide, on en retire le vinaigre. »
L'historienne Lucie Giard évoque cette boisson dans son livre consacré à l'œuvre du philosophe et théologien français Stanislas Breton en s'appuyant sur le témoignage de Barbara Cassin. Lors d'une rencontre en 1968 (probablement chez René Char), le philosophe et « sa compagnie » présentent le vin de groseille comme le « vin des poètes »

## Différentes préparations

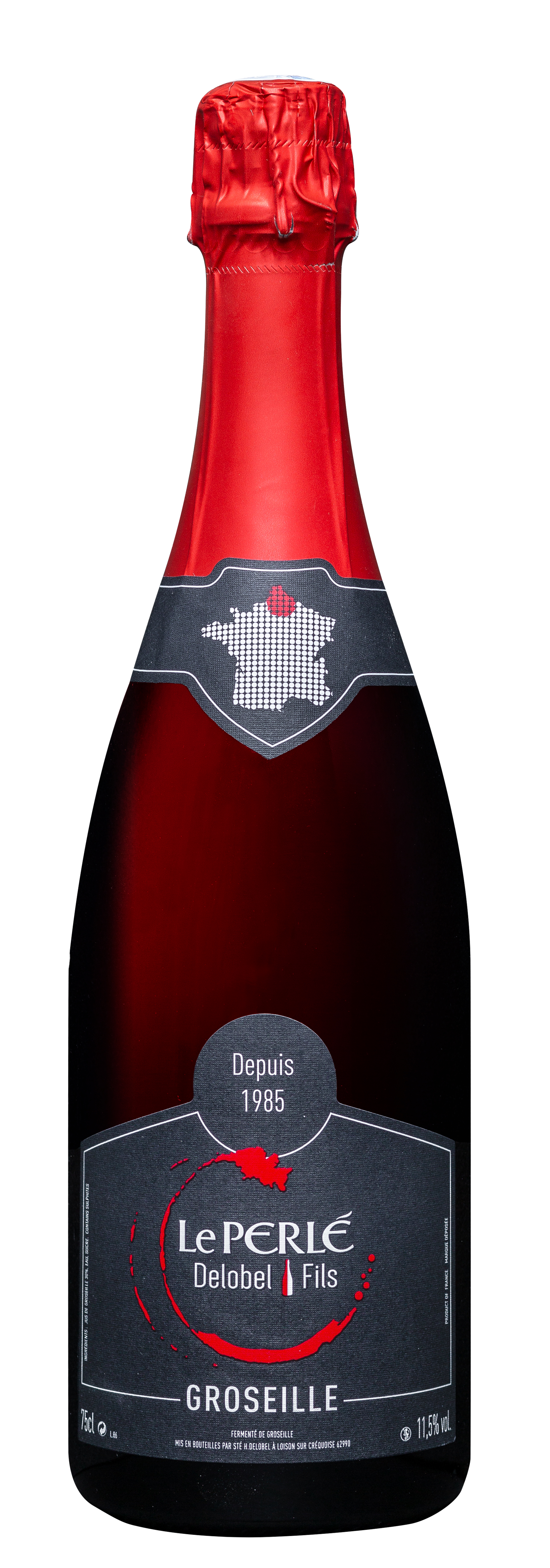
perlé de groseille Delobel

### En France
Dans ce pays, il existe une boisson dénommé « Perlé de groseille ». Une marque déposé par Hubert Delobel en 1985 qui produit sur la côte d'Opale cette fermentation de jus de groseilles, d'eau et de sucre. Il existe beaucoup de variétés de groseilles.  Actuellement les plus utilisées sont la Rovada et Wilder. Le pétillant du « Perlé » et les 11,5° d'alcool sont obtenus par la fermentation sans ajout de gaz ou de colorants.

### En Angleterre
En Angleterre, le vin de groseilles se prépare en faisant fermenter les groseilles dans un tonneau avec de l'eau tiède et de la cassonade, puis laisser fermenter pendant un mois.

### Aux États-Unis
Il y a plus d'un siècle, la recette suivante était indiquée dans l'annuaire de la société philanthropique de Philadelphie. il s'agit écraser des groseilles dans un tonneau puis, ajouter deux tiers d'eau et cinq kilos de sucre de moscouade par hectolitre de liquide et enfin laisser fermenter trois semaines.